# Hispania Nova Citerior Antoniniana

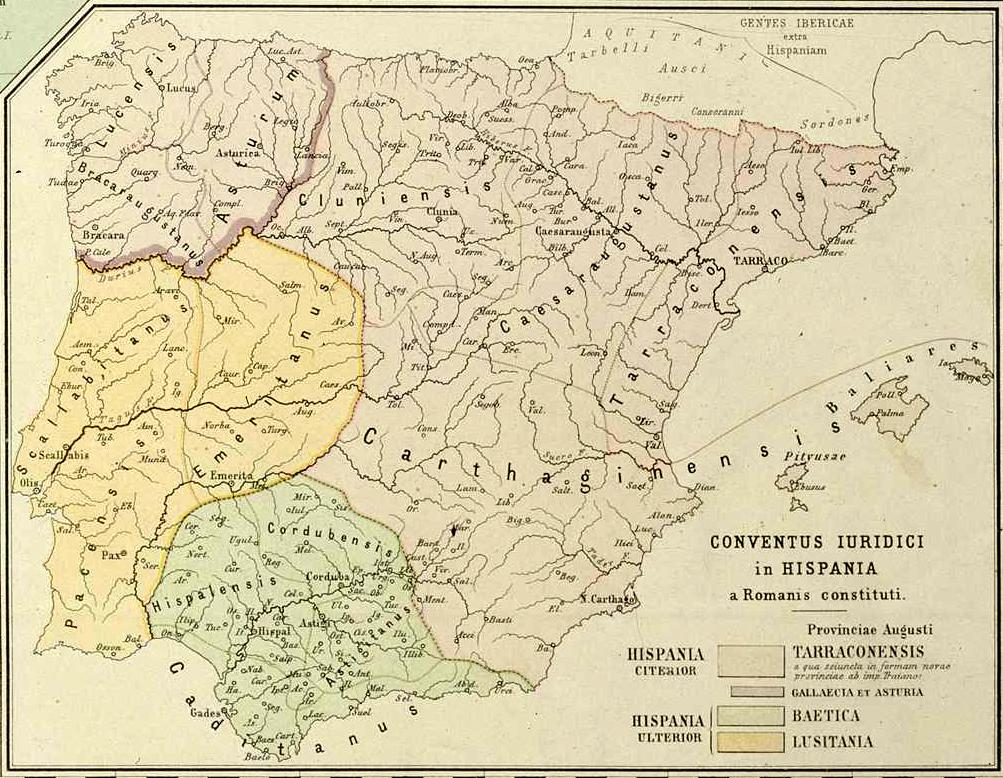
División de Hispania en provincias y conventus.

Hispania Nova Citerior Antoniana es el nombre de una supuesta provincia romana creada por el emperador Caracalla y que habría ocupado el territorio que posteriormente se convertiría en la provincia de Gallaecia en la reforma de Diocleciano incluyendo en ella los conventos Lucensis, Bracarensis y Asturum.

## Historia

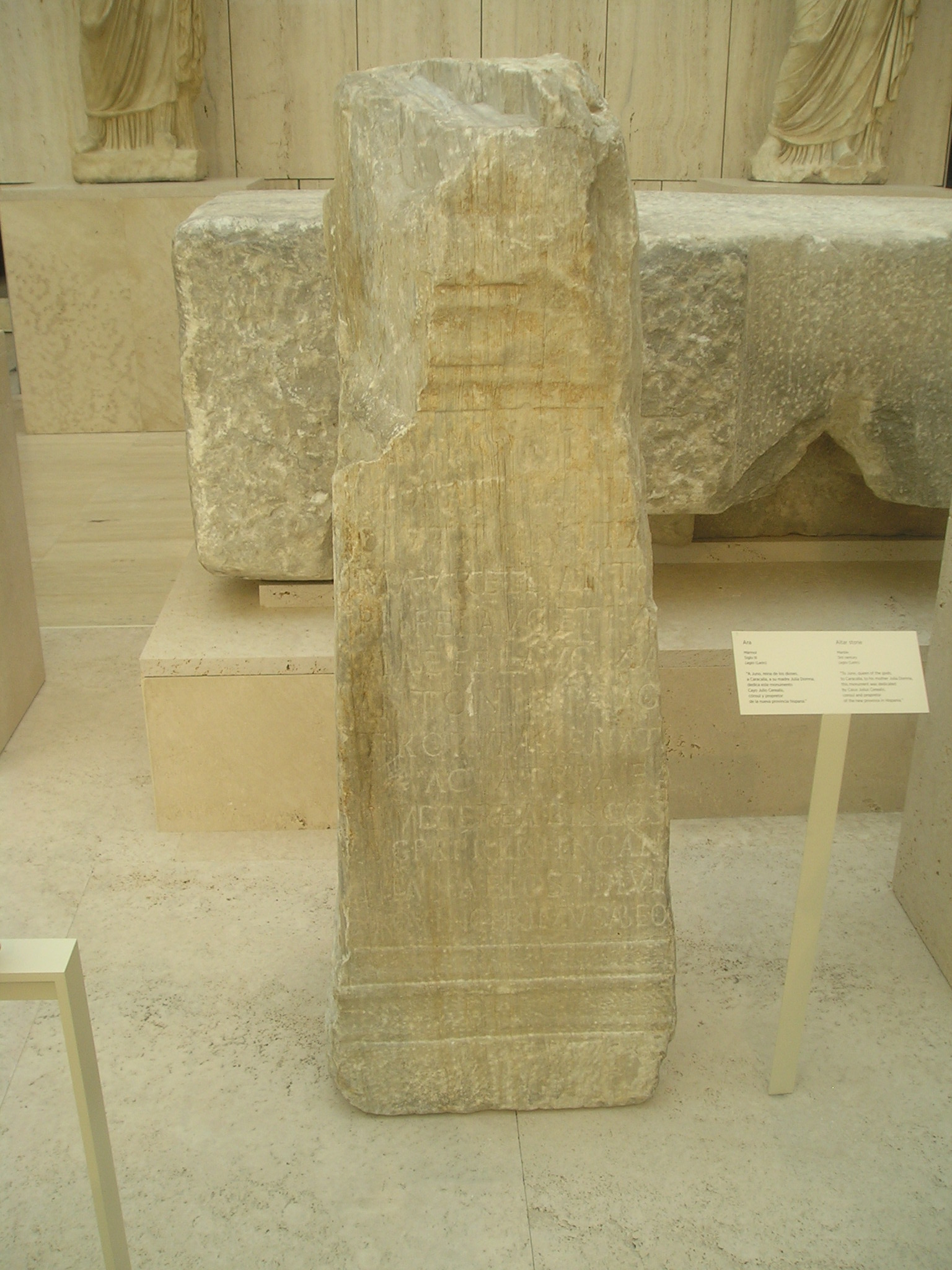
Inscripción procedente de León, que presenta a Cayo Julio Cerial como primer gobernador de la Provincia Hispania Nova Citerior Antoniniana

La existencia de esta provincia fue propuesta partir del descubrimiento de dos inscripciones halladas en León a mediados del siglo XIX, cuya interpretación sugiere la existencia de la misma y cuya duración ha ido reduciéndose conforme se han ido descubriendo más pruebas epigráficas desde el postulado inicial de que existió durante todo el siglo III hasta considerar que este nombre es en realidad una denominación alternativa de la provincia Citerior  Tarraconense. Recientemente, el descubrimiento de otra inscripción en Italia ha reavivado el debate sobre esta provincia, pero esta vez llamándola Provincia Hispania Superior y con un ámbito territorial más reducido, excluyendo al Conventus Asturum, que anteriormente se le consideraba incluido en ella como lo estuvo posteriormente en la Gallaecia de Diocleciano.
La existencia de esta nueva provincia fue propuesta tras el descubrimiento de dos inscripciones en León en el siglo XIX en que se cita a un gobernador llamado Cayo Julio Cerial al mando de una aparentemente nueva provincia desgajada de la Citerior.